# No Sleep till Brooklyn
"No Sleep till Brooklyn" es una canción del grupo de hip hop de Nueva York, los Beastie Boys, y el sexto sencillo de su álbum de estudio debut, Licensed to Ill, una de sus canciones emblemáticas, describe un recorrido exhaustivo y todos los eventos que lo hacen agotador, pero también enfatiza su determinación de no descansar hasta llegar a su base de operaciones de Brooklyn. "No Sleep till Brooklyn" fue una de las favoritas de los conciertos de los Beastie Boys y se usó tradicionalmente como su canción de cierre.
Además de aparecer en el video musical, el guitarrista Kerry King, miembro de la banda Slayer, grabó el solo de guitarra.

## Video musical
Los Beastie Boys llegan a un club para actuar. Un miembro de la banda le entrega al dueño del club un disco LP, pero él rompe el disco fonográfico sobre ellos y dice: "¿Qué...? Aquí solo tocamos música rock". , excepto que están disfrazados de rockeros con gran cabello y guitarras. Suben al escenario tocando la canción, pero la multitud de mujeres rápidamente los acosa y les arranca la ropa. Rapean otra estrofa en ropa interior antes de cambiarse a sus atuendos habituales. performance es una serie de golpes y parodias de videos de glam metal, con fanáticos que golpean la cabeza, un bailarín de respaldo y mucha destrucción. En algún momento, el dueño del club y su equipo intentan sacarlos del escenario, pero los Beastie Boys están peleando con ellos. Kerry King hace una aparición durante el solo de guitarra, chequeando el cuerpo el gorila que originalmente estaba tocando el solo de guitarra. MCA lo golpea con la cabeza. Bailan con bolsas de dinero de la caja fuerte, mientras se ve al bailarín de respaldo alejándose con el gorila.

## En la cultura popular
Se puede tocar la canción original en Guitar Hero World Tour.
En 2016, se usó la canción en La vida secreta de tus mascotas, cuando Max y Snowball conducen el camión para rescatar a Duke en el puente de Brooklyn.
En 2023, la canción se usó en Super Mario Bros.: La película cuando Mario y Luigi van en camino a la casa de una pareja en Brooklyn para reparar una fuga en el baño.
En ese mismo año, se volvió a usar en otra película protagonizada por Chris Pratt, Guardianes de la Galaxia Vol. 3 cuando los guardianes pelean contra los experimentos y los guardaespaldas del alto evolucionador.

## Gráficos
| Gráfico (1987)                        | Posición alta |
| ------------------------------------- | ------------- |
| Belgica (Ultratop 50 Flanders)        | 28            |
| Países Bajos (Dutch Top 40)           | 22            |
| Países Bajos (GfK Dutch Chart)        | 23            |
| Alemania (Media Control Charts)       | 46            |
| Irlanda Irish Singles Chart           | 17            |
| Reino Unido (Official Charts Company) | 14            |